# Palazzo Nuovo (Torino)
Palazzo Nuovo è un edificio in Via Sant'Ottavio 20 a Torino. Attualmente è una delle principali sedi dell'Università degli Studi di Torino.

## Storia
Costruito tra il 1961 e il 1966 dagli architetti Gino Levi-Montalcini, Felice Bardelli, Sergio Hutter e Domenico Morelli in seguito a un concorso bandito dall'Università di Torino per la nuova sede delle facoltà umanistiche, è stato oggetto di critiche sin dalla sua inaugurazione e più volte discusso e contestato per il suo impatto visivo e volumetrico rispetto all'ambiente edilizio e storico circostante.
Negli anni '70 l'edificio fu più volte terreno di scontri tra studenti di diverse tendenze politiche e la polizia, nonché di occupazioni ed assemblee studentesche, specialmente negli anni 1976 e 1977, con danni non indifferenti alla struttura ed alle aule.
Negli anni 2011 - 2012 le  fiancate dell'edificio sono state interessate da una complicata opera di pittura di murales molto colorati per spezzare l'uniformità cromatica delle facciate. Tuttavia, uno di questi è stato cancellato dalla recente riqualificazione che ha coinvolto l'esterno dell'edificio, reso adesso più simile allo stile del neonato Campus Luigi Einaudi e, inoltre, ottimizzato per quanto riguarda l'efficienza energetica.
Nella primavera 2015 è stato chiuso per mesi per ragioni precauzionali, causa sospetta presenza di amianto. Nel settembre 2015 è iniziata una riapertura graduale, mentre nel 2016 sono proseguiti i lavori di bonifica dell'edificio.
Nel 2018 è iniziata la riqualificazione complessiva e la messa a norma rispetto alle regole di sicurezza del costo di circa un milione di euro. Inoltre verranno riorganizzati i dipartimenti: il sesto e ultimo piano sarà messo a disposizione del Dipartimento di Filosofia e Scienze dell'Educazione (attualmente al secondo piano e nella poco distante sede della Bottega d'Erasmo), insieme a parte del quinto, dove ci saranno anche uffici e aule seminario di Storia e Lettere, ora chiamata studi umanistici, mentre il quarto e il terzo piano saranno divisi tra questi ultimi due dipartimenti. Il prossimo passaggio riguarda le biblioteche per cui sarà necessario trovare i fondi.

## Galleria d'immagini

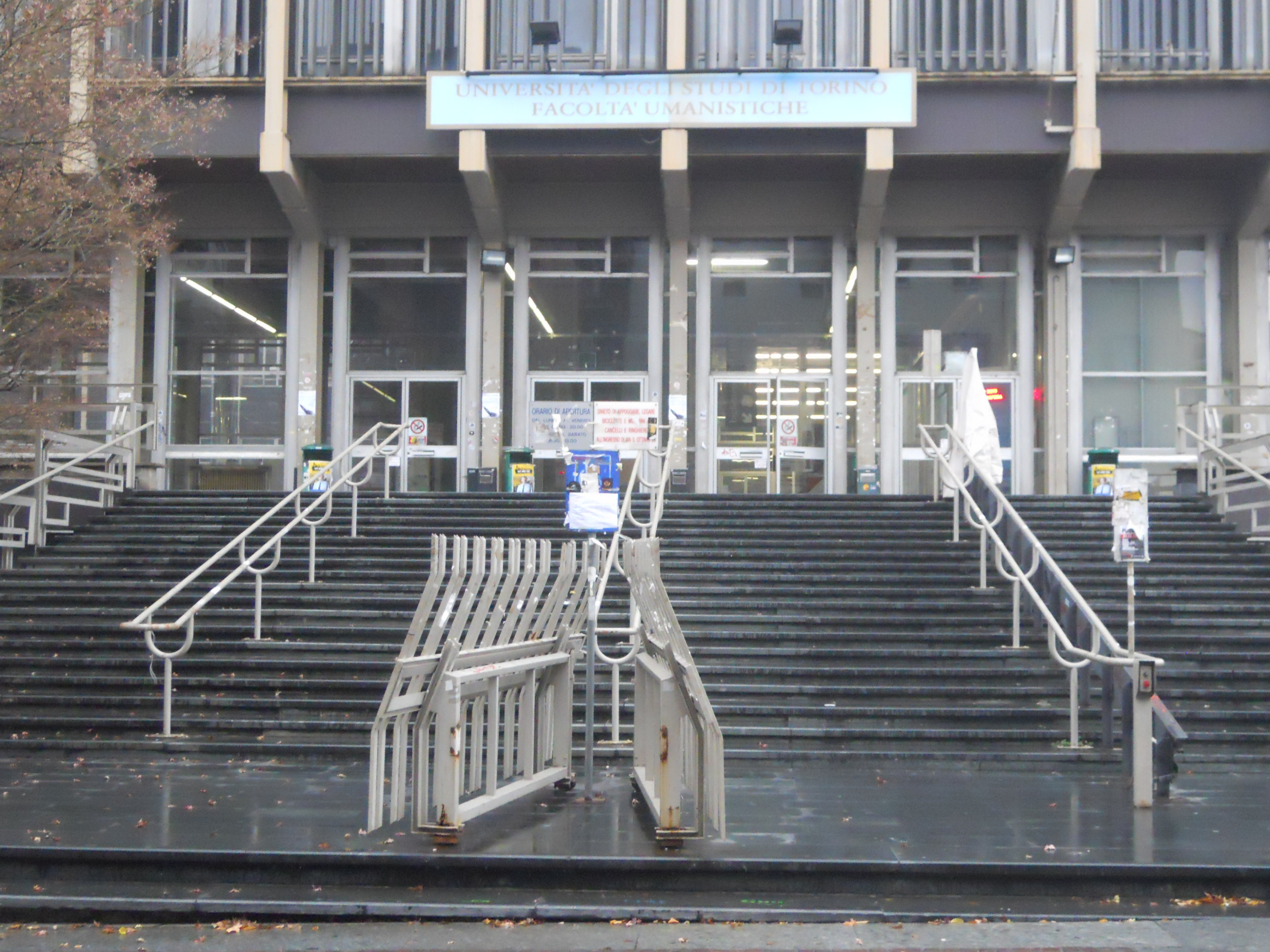
Scalinata di accesso a Palazzo Nuovo
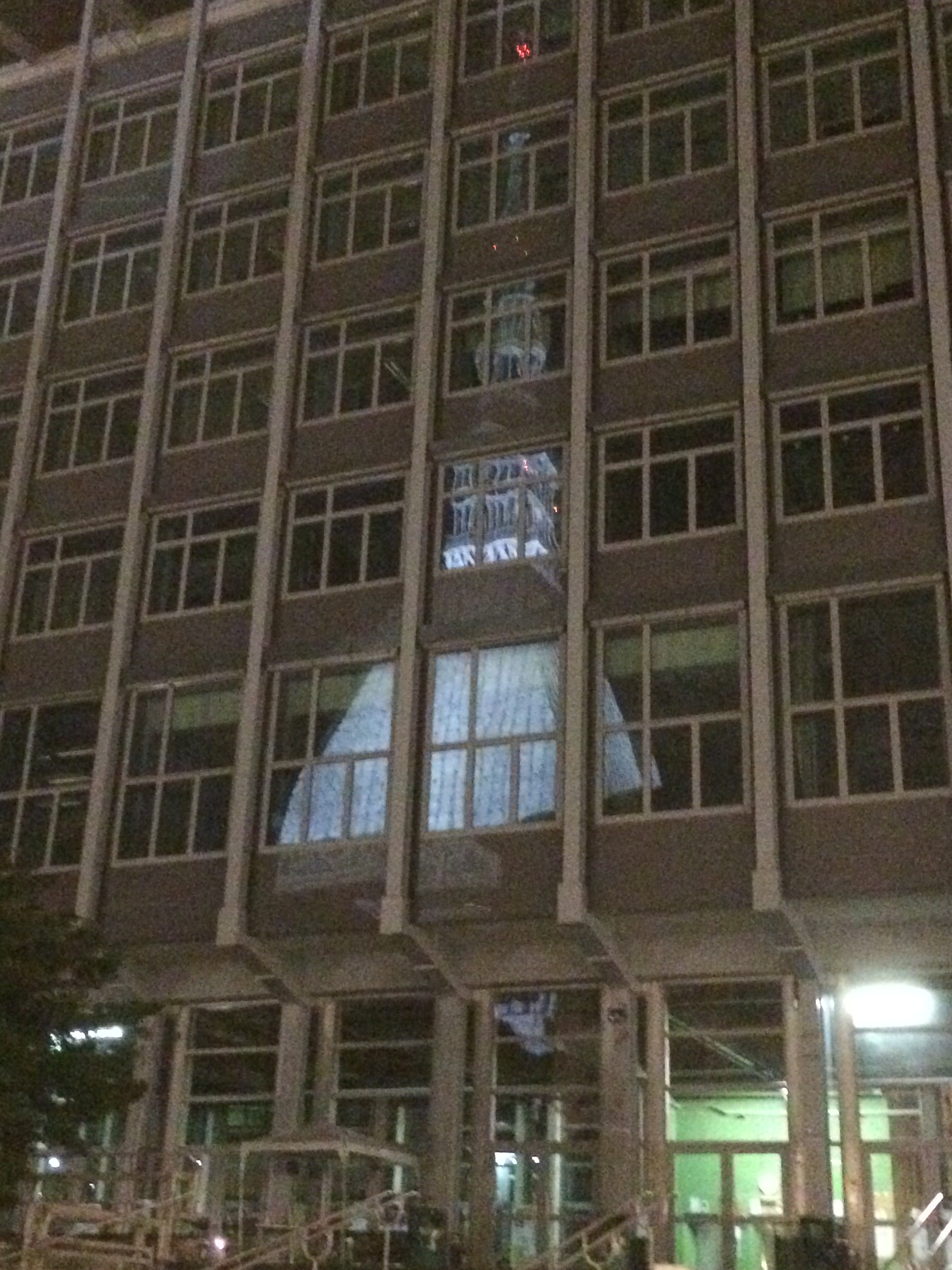
La Mole Antonelliana che si riflette sulla facciata di Palazzo Nuovo